# Hadsten
Hadsten − miasto w Danii, w regionie Jutlandia Środkowa, w Gminie Favrskov. W 2007 liczyło 7 720 mieszkańców.

## Współpraca
- Saarijärvi, Finlandia